# كينتا إيتو
كينتا إيتو (باليابانية: 伊藤研太) هو لاعب كرة قدم ياباني في مركز الدفاع، ولد في 12 مايو 1999 في آيتشي في اليابان. لعب مع شيميزو إس-بولس.

## وصلات خارجية
- كينتا إيتو على موقع رابطة كرة القدم اليابانية للمحترفين (اليابانية)
- كينتا إيتو على موقع قاعدة بيانات كرة القدم.إي يو (الإنجليزية)
- كينتا إيتو على موقع Soccerway.com (الإنجليزية)
- كينتا إيتو على موقع عالم كرة القدم.نت (الإنجليزية)